# Skålvikfjorden
Skålvikfjorden er en fjordarm af Vinjefjorden i Heim kommune i Trøndelag fylke i Norge. Skålvikfjorden går 9,5 kilometer mod syd til Betna. Den samme geologiske rende fortsætter nord for Vinjefjorden i Solåsundet i Aure kommune.
Fjorden har indløb ved Korsneset i vest og Steinstien i øst. Den ydre del af fjorden er kun omkring 400–500 meter bred, før den udvider sig ved bebyggelsen Vågland, som ligger på østsiden. Indenfor Vågland ligger bygden Liabø. Mellem Vågland og Klevset på den anden side af fjorden ligger der flere øer og holme. Ved Vågland er der et bådbyggeri.
Betna ligger inderst i Betnvågen på vestsiden af fjordbunden. Reitvågen ligger på den anden side, lige øst for bygden Halsa. I Reitvågen ligger to bugter med strandenge, disse blev i 2002 beskyttet som Reitvågen naturreservat.
Spækhuggeren Keiko, kendt fra Free Willy-filmen, levede en tid i Skålvikfjord, men døde i bugten ved Taknes i Arasvikfjorden 12. december 2003 i en alder af 27 år. Dødsårsagen antoges at være lungebetændelse.